# Fenrir
Na mitologia nórdica, Fenrir (em nórdico antigo: "morador do poço"), Fenrisulfr (em nórdico antigo: "lobo Fenris"), Hróðvitnir (em nórdico antigo: "lobo da fama"), ou Vánagandr (em nórdico antigo: "o monstro do rio Ván") é um lobo monstruoso. Fenrir é atestado na Edda em verso, compilada no século XIII a partir de fontes tradicionais anteriores, na Edda em prosa e na Heimskringla, escritas no século XIII por Snorri Sturluson. Em ambas a Edda em verso e a Edda em prosa, Fenrir é o pai do lobos Skoll e Hati, é um filho de Loki, e é pressagiado para matar o deus Odin durante os eventos do Ragnarök, mas por sua vez, ser morto pelo filho de Odin Vidar.
Na Edda em prosa, informações adicionais são dadas sobre Fenrir, incluindo que, devido ao conhecimento dos deuses de profecias predizendo grandes problemas com Fenrir e seu rápido crescimento, os deuses o prendiam, e como resultado Fenrir arrancou a mão direita do deus Týr. Representações de Fenrir foram identificadas em vários objetos, e as teorias acadêmicas têm sido propostas a respeito da relação de Fenrir a outros seres caninos na mitologia nórdica. Fenrir tem sido objeto de descrições artísticas, e ele aparece na literatura.

## Passagens

### Edda em verso

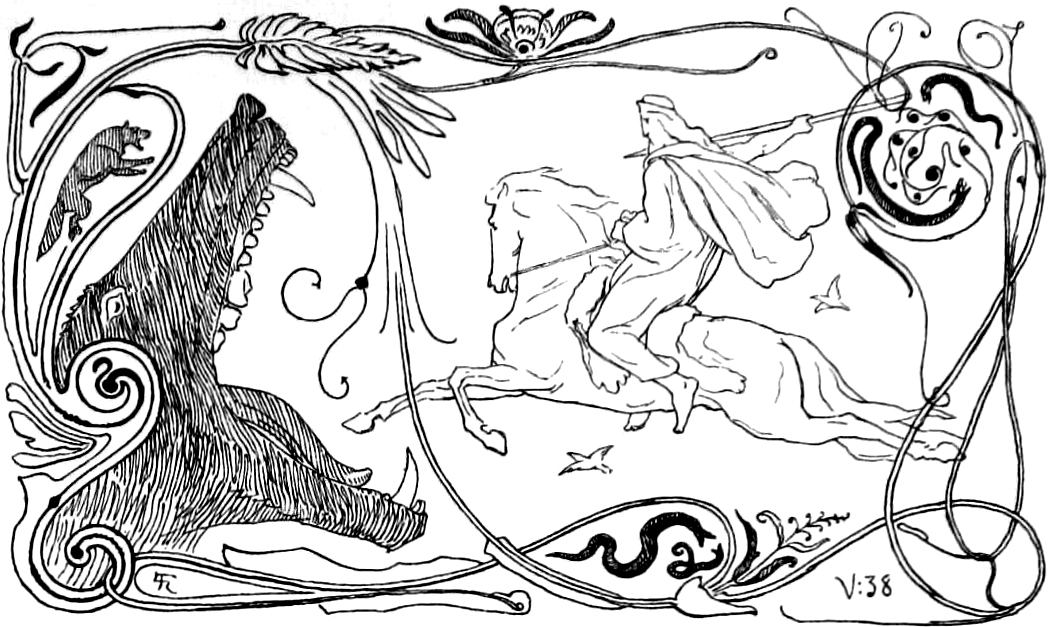
"Fenrir e Odim" (1895) por Lorenz Frølich

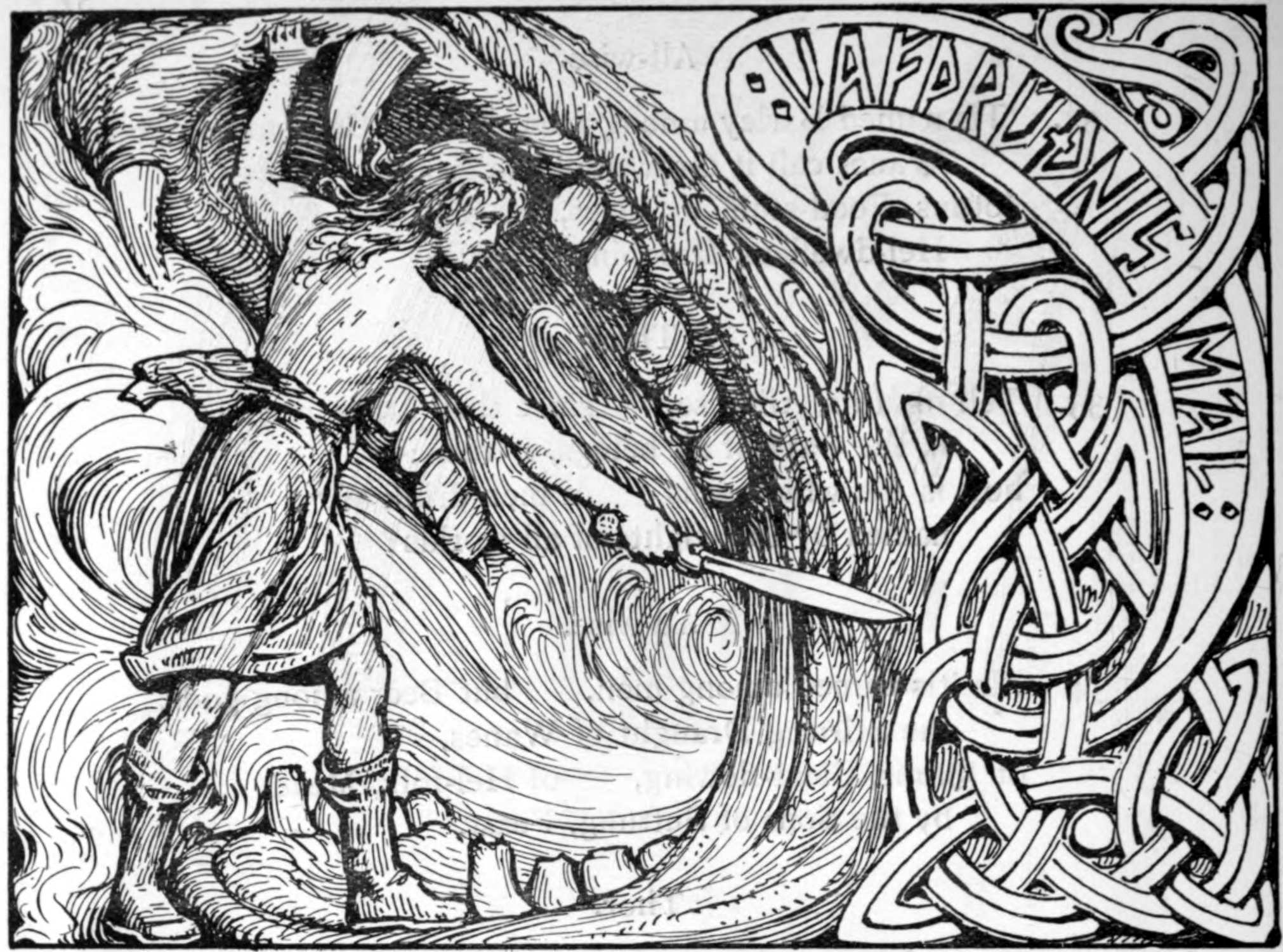
Uma ilustração de Vidar apunhalando Fenris enquanto segurava suas mandíbulas. (1908) por W. G. Collingwood, inspirado pelo Gosforth Cross.

Fenrir é mencionado em três estrofes do poema Völuspá, e em duas estrofes do poema Vafþrúðnismál.  Na estrofe 40 do poema Völuspá, uma völva divulga para Odim que, no leste, uma velha mulher sentou na floresta Járnviðr, e pariu lá a ninhada de Fenris. "Virá um, em meio de todos eles, um apanhador da lua em pele de troll." Mais à frente no poema, a völva prediz que Odim seria consumido por Fenris no Ragnarok:

Então é completo
o pesar de Hlín,
quando Odim vai
à lutar com o lobo,
e o matador de Beli,
resplandecer contra Surtr.
Então deverá,
o amigo de Frigg cair.

Na strofe que segue, a völva descreve que "uma criança alta da Prógenie Triunfante" de Odim (o filho de Odim, Vidar) virá então para "lutar com a besta da carnificina," e que com suas mãos, ele enfincará uma espada no filho de "Hveðrungr," vingando a morte de seu pai.
Nas primeiras duas estrofes mencionando Fenrir em Vafþrúðnismál, Odim pôsa uma questão à sábia jötunn Vafþrúðnir:

"Muito eu tenho viajado, muito eu tenho tentado,
muito eu tenho testado os Poderes;
de onde um sol tem entrado no céu amaciado
quando Fenris assaltará este aqui?"

Na estrofe que se segue, Vafþrúðnir responde que Sól (aqui referido como Álfröðull, referindo-se ao Sol),carregará uma filha antes que Fenrir a ataque, e que essa filha continuará os caminhos de sua falecida mãe pelos céus.

### Edda em prosa

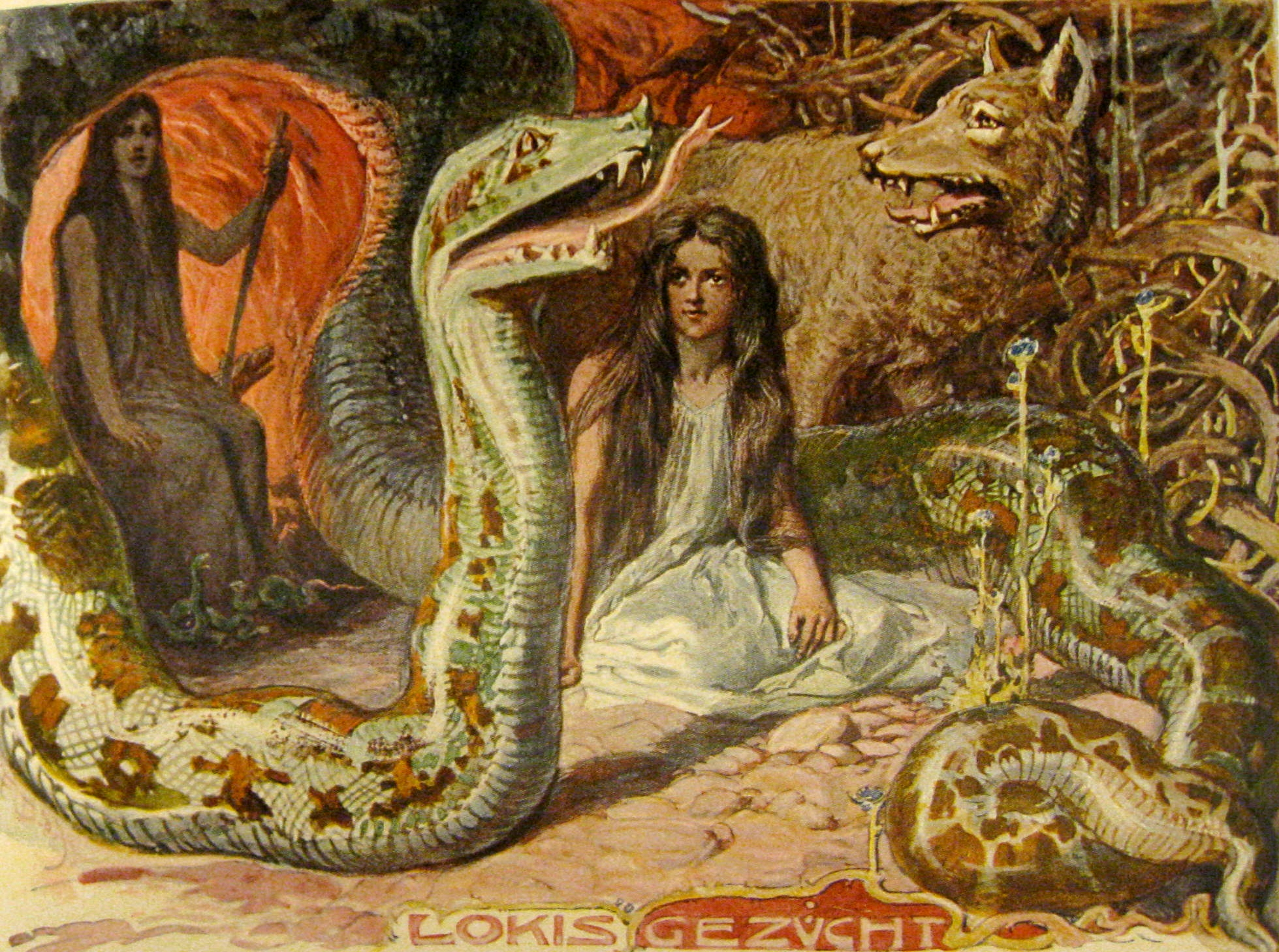
"Loki's Brood" (1905) por Emil Doepler.

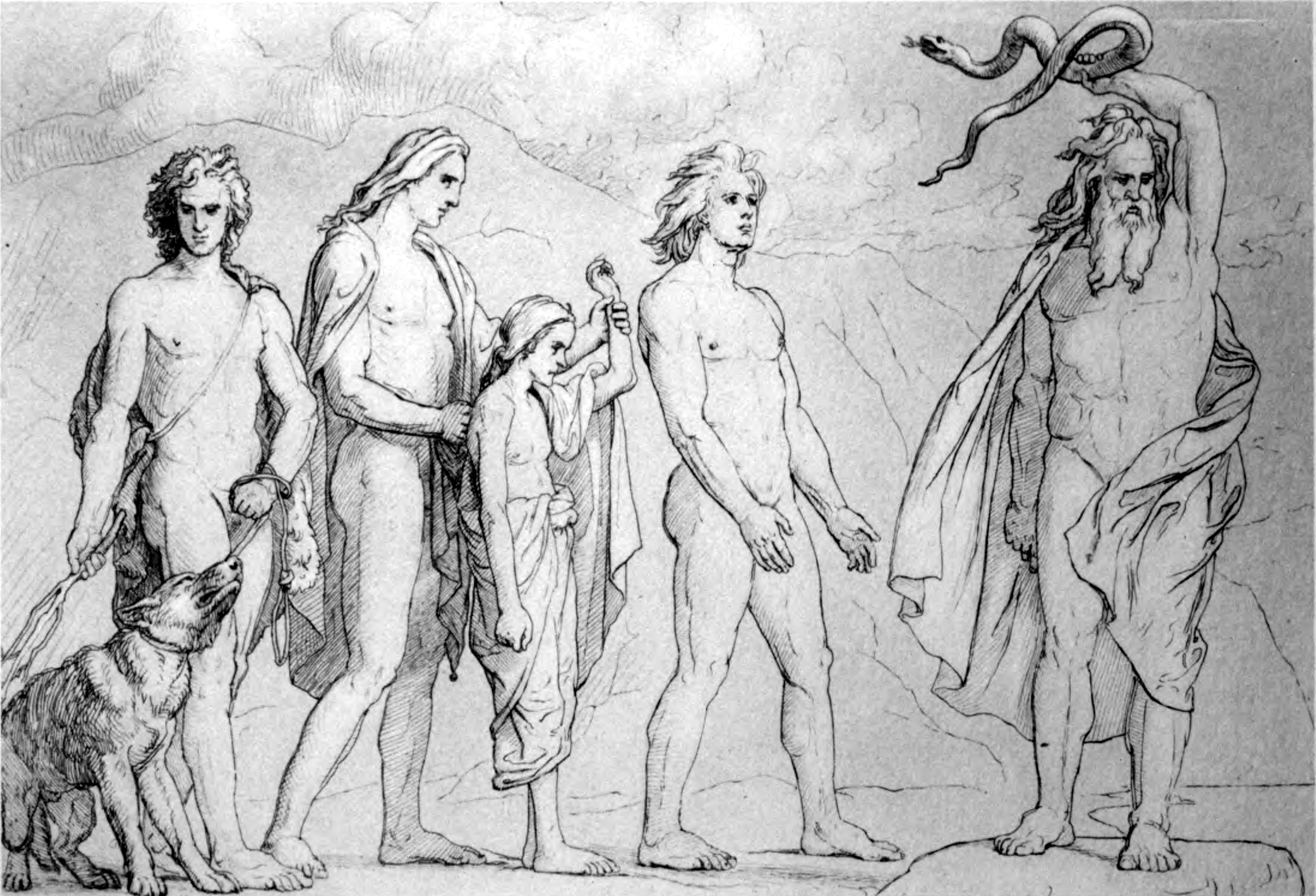
"Loki's Children" (1906) por Lorenz Frølich.

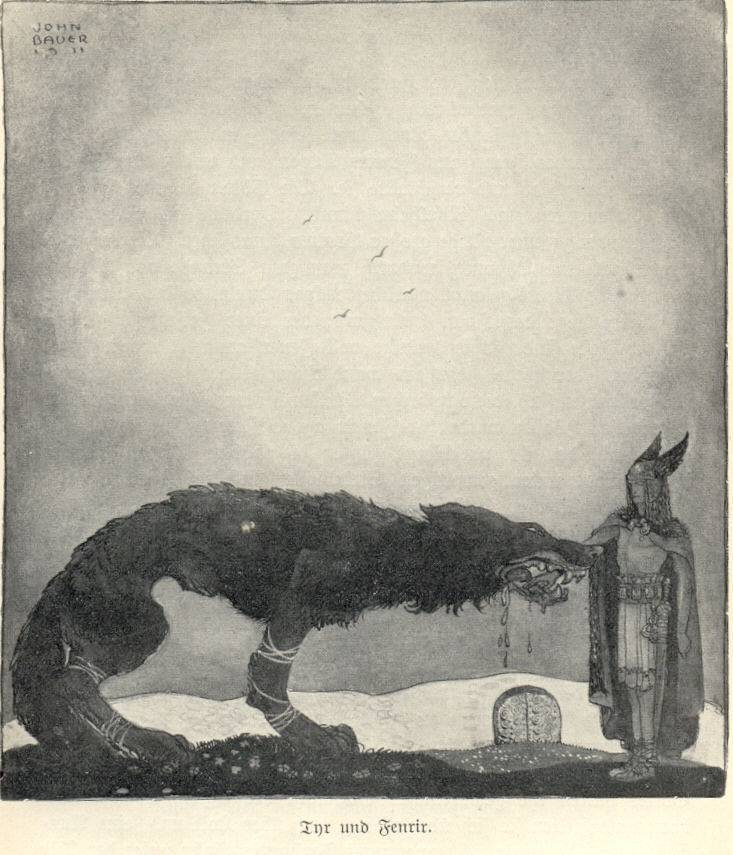
"Týr and Fenrir" (1911) por John Bauer.

Na Edda em prosa, Fenrir é mencionado em três livros: Gylfaginning, Skáldskaparmál e Háttatal.

#### Gylfaginningcapítulos 13 e 25
No capítulo 13 do livro da Edda em prosa, Gylfaginning, Fenrir é primeiro mencionado na estrofe indicada de Völuspá. Fenrir é primeiramente mencionado na prosa no capítulo 25, onde a figura entronada de High conta a Gangleri (descrito como o rei Gylfi disfarçado) sobre o deus Týr. High diz que um exemplo da bravura de Týr é quando o Æsir estrava atraindo Fenrir (referido aqui como Fenrisúlfr) para colocar os grilhões Gleipnir no lobo. Fenrir não confiou que eles iriam deixá-lo ir até que o Æsir colocasse sua mão em sua boca como garantia. Como resultado, quando o Æsir recusou em libertá-lo, ele arrancou fora a mão de Týr num lugar agora chamado "wolf-joint" ou "Articulação do Lobo" (referindo-se ao encaixe da mordida), fazendo Týr ficar maneta, algo "não considerado como sendo um apaziguador de assuntos e coisas entre pessoas e povos."

#### Gylfaginningcapítulo 34
No capítulo 34, High descreve Loki, e diz que o deus teve 3 filhos com uma fêmea jötunn chamada Angurboda, localizado na terra de Jötunheimr: Fenrisúlfr; a serpente Jörmungandr; e uma fêmea, Hel. High continua, que assim que os deuses soubessem que essas três crianças estariam sendo trazidas para Jötunheimr, e que quando os deus "traçassem profecias que desses irmãos, grandes infortúnios e desgraças originariam-se para eles" eles esperaram grandes problemas vindo delas, parcialmente devido a natureza da mãe das crianças. Ainda pior, devido à natureza de seu pai.
High diz que Odin enviou os deuses para coletarem as crianças e trazê-las a ele. Assim que chegaram, Odin jogou Jörmungandr em "aquele mar profundo que cobre todas as terras", e então jogou Hel em Niflheim, e deu a ela a autoridade sobre os Nove Mundos. No entanto, o Æsir olhou para o lobo e pensou na profecia e ficou com medo do "lobo à sua porta", e só Týr teve coragem de se aproximar de Fenrir e dar-lhe comida. Os deuses notaram que Fenrir estava crescendo rapidamente todo dia, e desde que todas as profecias predizeram que Fenrir estava destinado a causá-los dano, os deuses formaram um plano. Os deuses prepararam três grilhões: O primeiro, altamente forte, foi chamado de Leyding. Eles trouxeram Leyding a Fenrir e sugeriram que o lobo testasse sua força com ela. Fenrir julgou que ela não estava além de sua força, e então deixou que os deuses fizessem o que quisessem com ela. Na primeira tentativa de Fenrir a corrente estraçalhou, e Fenrir se soltou de Leyding. Os deuses fizeram um segundo grilhão, duas vezes mais forte, e o chamaram de Dromi. Eles pediram a Fenrir que testasse o novo grilhão, e que se ele quebrasse essa nova forma de engenharia, Fenrir alcançaria grande fama pela sua força. Fenrir considerou que o grilhão era muito forte, porém que sua força também havia aumentado desde que ele quebrou Leyding, e ainda que ele haveria de tomar alguns riscos se fosse para ficar famoso. Fenrir permitiu que eles colocassem o grilhão.
Quando os Æsir se afastaram e exclamaram que eles estavam prontos, Fenrir se chacoalhou e quebrou o grilhão jogando-o no chão, se esforçando, e chutando-o com os pés – quebrando-a em pedaços que voaram a distância. High diz que, como resultado de "libertar-se de Leyding" ou "estraçalhar Dromi" vêm os ditados de quando alguma façanha é adquirida devido a tamanho esforço. Os Æsir começaram a temer que eles não conseguiriam acorrentar Fenris, e então Odim enviou o mensageiro de Freyr, Skírnir à terra de Svartálfaheimr para "alguns anões" e os fizeram fazer um grilhão chamado Gleipnir. Os anões construíram Gleipnir de seis míticos ingredientes. Depois de uma troca entre Gangleri e High, High continua dizendo que o grilhão era liso e macio, como uma fita de seda, ainda assim, forte e firme. Os mensageiros então trouxeram o grilhão aos Æsir, e eles agradeceram-no cordialmente por completar a tarefa.
Os Æsir foram então para o lago Amsvartnir (Nórdico Antigo "Preto breu"), pediu a Fenrir para acompanhá-los, e continuaram para a ilha Lyngvi (Nórdico Antigo "um lugar coberto por urze"). os deuses então mostraram a Fenrir o grilhão sedoso Gleipnir, e disseram a ele para rasgá-lo, dizendo que era muito mais forte do que aparentava, passaram entre si, usaram suas mãos para puxá-lo, e mesmo assim ele não se rasgou. No entanto, eles disseram que Fenris seria capaz de despedaçá-lo, ao qual Fenrir replicou:

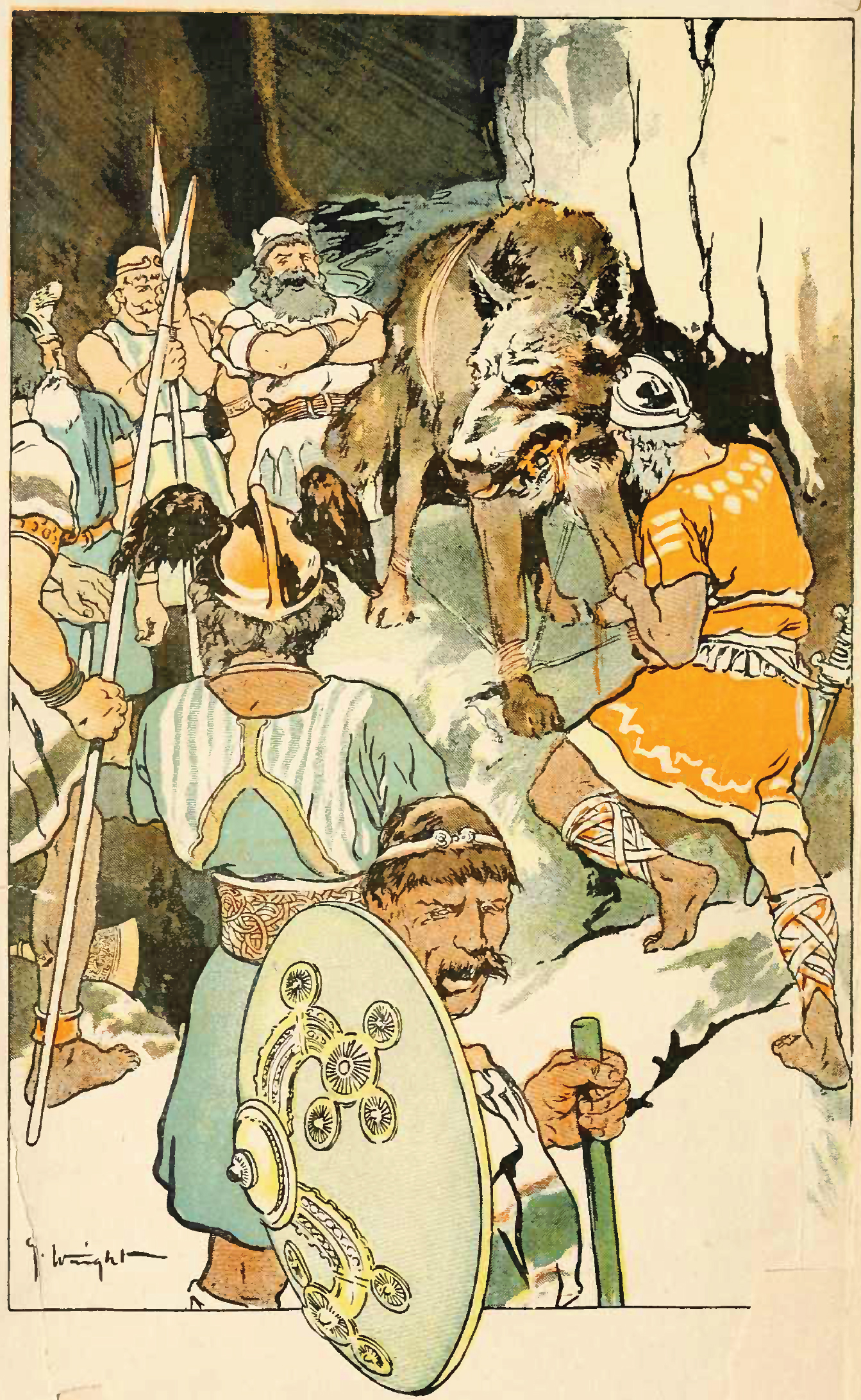
"The Binding of Fenrir" (1908) por George Wright.

"Aparenta para mim, que com essa faixa contudo, eu não ganharei nenhuma fama se despedaçar tão delgada atadura, mas se é feita com arte e astúcia, aí mesmo que aparente fina, essa faixa não irá em minhas pernas."

Os Æsir disseram que Fenrir iria rapidamente rasgar a fina tira de seda, notando que o grande lobo antes, teria quebrado grandes pulseiras de ferro, e adicionaram que se Fenris não fosse hábil de quebrar a fina Gleipnir então Fenrir não era nada para os deuses temerem, e como resultado disso, seria libertado. Fenrir respondeu:

"Se vocês me prenderem de forma que eu não consiga me soltar, então vocês estariam em uma situação em que eu haveria de esperar um longo tempo antes de conseguir alguma ajuda de vocês. Eu estou relutante de ter essa faixa em mim. Mas antes de questionarem minha coragem, deixe alguém por sua mão em minha boca como uma forma de garantia de que isso é feito de boa fé."

Com esse atestado, todos os Æsir olharam um para o outro, vendo a si mesmos em um dilema. Todos recusaram pôr as suas mãos na boca de Fenrir, até Týr aparecer colocando sua mão direita entre as mandíbulas do lobo. Quando Fenrir puxou, Gleipnir agarrou-lhe firme, e quanto mais Fenrir se debatia, mais forte a atadura se tornava. Vendo isso, todos riram, exceto Týr, que ali perdeu sua mão direita. Quando os deuses souberam que Fenris estava completamente preso, eles pegaram uma coleira chamada Gelgja (do Nórdico Antigo "grilhão") pendendo de Gleipnir, inseriram a fina corda por entre uma grande rocha chata chamada Gjöll (Nórdico Antigo "Grito"), e os deuses asseguraram a rocha chata fundo no chão. Depois, os deuses pegaram outra grande rocha chamada Thviti (Nórdico Antigo para "batedor"), e confiaram-na ainda mais fundo no chão como uma âncora cavilhada. Fenrir reagiu violentamente; ele abriu suas mandíbulas até o máximo, e tentou mutilar os deuses com suas mandíbulas. Os deuses firmaram "uma certa espada" na boca de Fenris, a bainha da espada em suas gengivas inferiores e a ponta em suas superiores. Fenrir uivou horrivelmente" e saliva correu de sua boca, e essa saliva formou o rio Ván (Nórdico Antigo "esperança"). Ali Fenrir ficará até ao Ragnarök. Gangleri comenta que Loki criou uma "família muito terrível" contudo importante, e pergunta por que os Æsir simplesmente não mataram Fenrir lá mesmo já que esperavam grande mal a si vindo dele. High replica que "tão fortemente os deuses respeitavam os seus lugares sagrados e lugares de santuário que eles não queriam definhá-los com o sangue do lobo, mesmo as profecias dizendo que ele seria a morte de Odim."

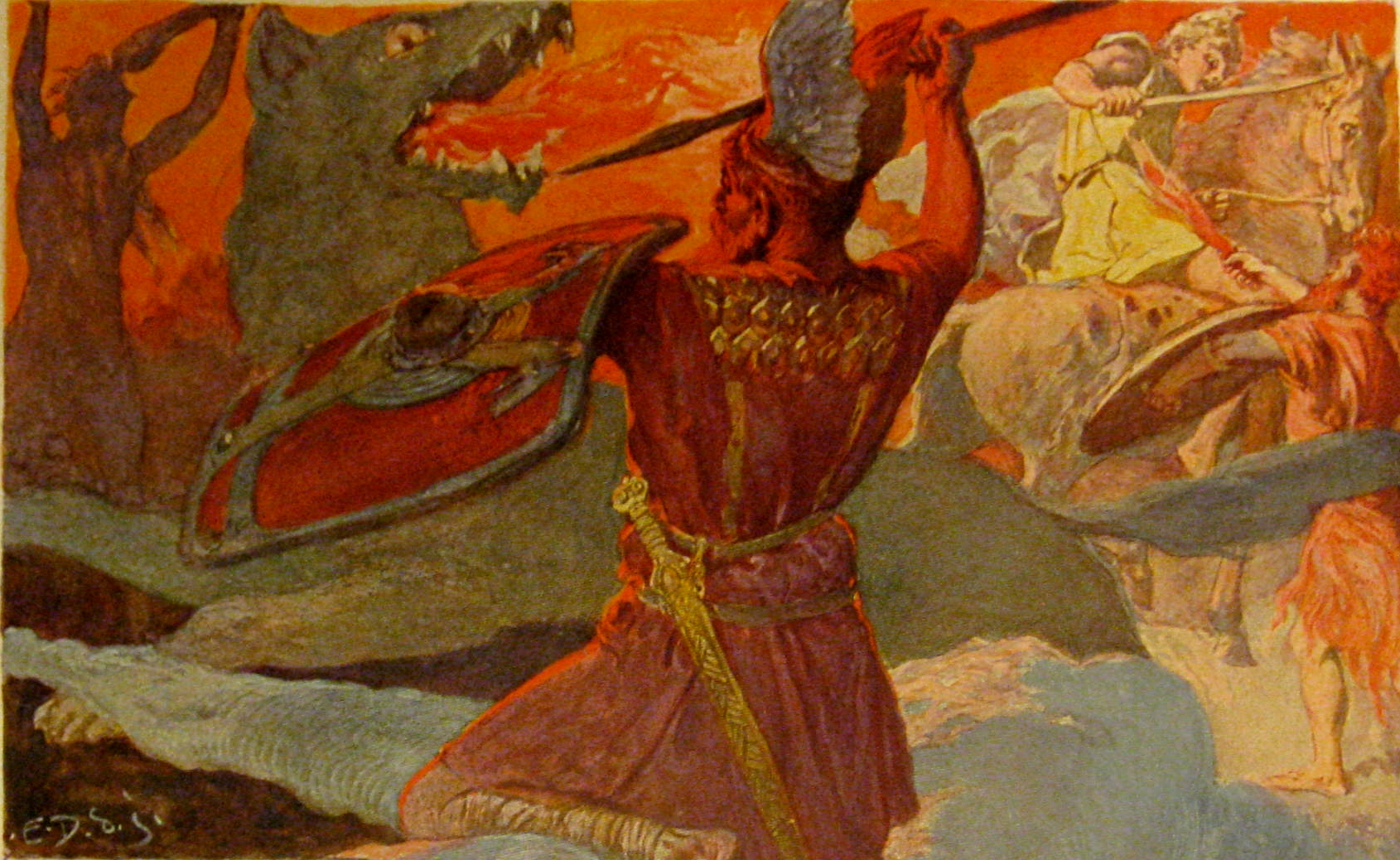
"Odim e Fenriswolf, Freyr and Surt" (1905) por Emil Doepler.

#### Gylfaginningcapítulos 38 e 51
No capítulo 38, High diz que há Einherjar em Valhala, e muitos mais que iriam chegar, e ainda assim, que eles "seriam muito poucos quando o lobo viesse." No capítulo 51, High prediz que como parte dos eventos do Ragnarök, depois do filho de Fenris Sköll ter engolido Sól (Sol) e seu outro filho Hati Hróðvitnisson ter engolido Mani (Lua), as estrelas desaparecerão dos céus, a terra chacoalhará violentamente, árvores serão arrancadas, montanhas desmoronarão, e todas as correntes despedaçarão – Fenrisúlfr então será liberto. Fenrisúlfr disparará à frente com sua boca completamente aberta, sua mandíbula superior tocando os céus e sua mandíbula inferior a terra, e chamas ascenderão e queimarão de seus olhos e narinas. Depois, Fenrisúlfr chegará ao campo de batalha Vígríðr com seu irmão, a serpente de Midgard Jörmungandr. Com suas forças combinadas, uma imensa batalha tomará vez. Durante isso, Odim cavalgará para enfrentar Fenrisúlfr. Durante a batalha, Fenrisúlfr irá por fim, engolir Odim, matando-o, e seu filho Vidar avançará e colocará um pé na mandíbula inferior do lobo. Essa pegada carregará uma marca lendária "pois o material teria sido coletado durante todos os tempos." Com uma mão, Vidar segurará a mandíbula superior do lobo e rasgará a sua boca com a outra, matando Fenrisúlfr. High continua a descrição dessa prosa citando várias notas de Völuspá. Em adição, algumas das quais citam Fenris.

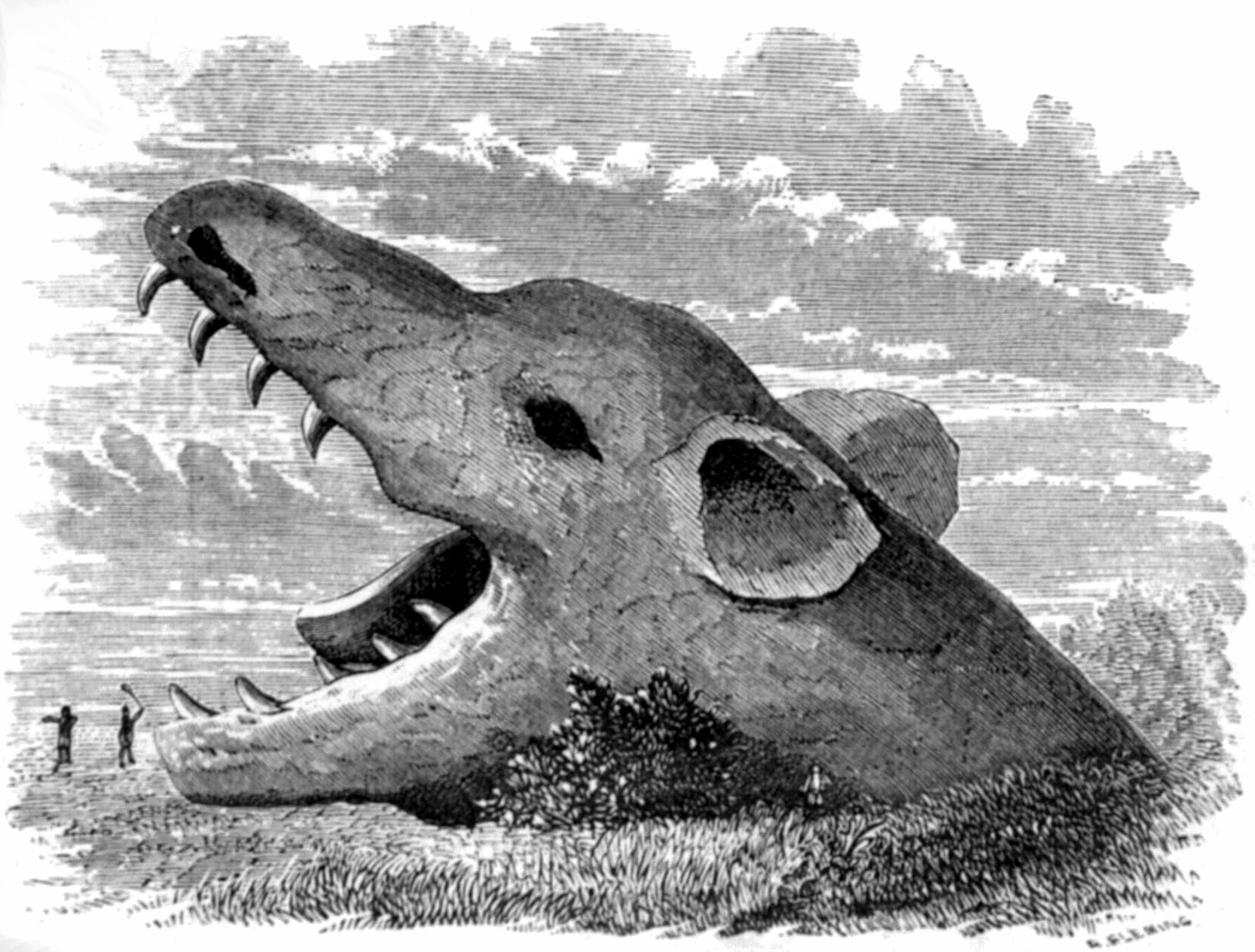
"Fenrir" (1874) por A. Fleming.

#### SkáldskaparmáleHáttatal
Na seção Epílogo do livro Prose Edda Skáldskaparmál, um eufêmero monólogo equipara Fenrisúlfr a Pyrrhus, numa tentativa de racionalizar "ele matou Odim, e Pirro poderia-se dizer ser um lobo de acordo com a crença deles, pois ele não prestava nenhum respeito por lugares de santuário quando ele matou o rei no templo na frente do altar de Thor." No capítulo 2, "Inimigo do Lobo" é citado como uma kenning por Odim assim como é usado no século X pelo escaldo Egill Skallagrímsson. No capítulo 9, "Alimentador do Lobo" é dado como um kenning para Týr e, no capítulo 11, "Matador de Fenrisúlfr" é apresentado como um kenning para Vidar. No capítulo 50, uma seção de Ragnarsdrápa pelo escaldo do século IX Bragi Boddason, há uma citação que se refere Hel, como "A Irmã do Monstruoso Lobo." No capítulo 75, os nomes wargs e lobos são listados, incluindo ambos "Hróðvitnir" e "Fenrir." 
"Fenrir" aparece duas vezes em versos como um pronome comum para um "lobo" ou "warg", no capítulo 58 de Skáldskaparmál, e no capítulo 56 do livro Háttatal. Adicionalmente, o nome "Fenrir" pode ser visto entre uma lista de jötnar no capítulo 55 de Skáldskaparmál.

### Heimskringla
No fim da Heimskringla saga Hákonar saga góða, o poema Hákonarmál pelo escaldo do século X Eyvindr skáldaspillir é apresentado. O poema fala sobre a queda do Rei Haakon I da Noruega; que apesar de ser cristão, é levado por duas valquírias ao Valhala, e lá é recebido como um dos Einherjar. No fim do poema, uma estrofe relata que antes iriam as correntes de Fenrir se quebrarem do que um tão bom rei como Haakon sentar em seu trono:

Desprendido será Fenris Lobo
e destruirá o reino dos homens,
antes que venha um principe real
tão bom quanto, para ficar em seu lugar.